# فيرونيكا كيلي
فيرونيكا كيلي (بالإنجليزية: Veronica Kelly)‏ (1985 - ) هي لاعبة كرة يد أسترالية.